# Kim Se-jeong
Đây là một tên người Triều Tiên, họ là Kim.
Kim Se-jeong (Hangul: 김세정, sinh ngày 28 tháng 8 năm 1996) là một nữ ca sĩ, diễn viên kiêm người dẫn chương trình truyền hình người Hàn Quốc. Là cựu thành viên của các nhóm nhạc nữ I.O.I và Gugudan, cô hiện đang hoạt động với tư cách ca sĩ solo và diễn viên. Với tư cách là diễn viên, cô được biết đến qua loạt vai chính trong Học đường 2017 (2017), Nghệ thuật săn quỷ và nấu mì (2020–2021) và Hẹn hò chốn công sở (2022).

## Tiểu sử
Kim Se-jeong sinh ngày 28 tháng 8 năm 1996 ở thành phố Gimje thuộc tỉnh Jeolla Bắc, không lâu sau đó vì cha mẹ ly hôn, cô chuyển đến Anyang, Gyeonggi để sống cùng mẹ và anh trai. Kim Se-jeong từng chia sẻ trong chương trình With You của đài JTBC về cuộc sống trước khi trở thành thực tập sinh của mình. Theo đó, gia đình của cô khi ấy khá khó khăn khi thiếu vắng người cha, bản thân cô cũng không có bất kỳ liên lạc nào với ông ấy cho tới khi học năm thứ 3 trung học. Vì yêu ca hát, cô đã thử xin phép mẹ và quyết tâm theo đuổi ước mơ trở thành ca sĩ.

## Sự nghiệp

### Trước khi ra mắt
Kim Se-jeong từng tham gia cuộc thi Kpop Star 2 khi mới 16 tuổi, cô đã cover lại bản hit I Need A Girl của Taeyang (Big Bang).
Cô tham gia vào buổi thử giọng của Jellyfish Entertainment, vượt qua hơn 3000 thí sinh để trở thành người đứng nhất, và bắt đầu cuộc sống nghiêm khắc của một thực tập sinh.

### Produce 101 và ra mắt cùng I.O.I
Cô cùng với hai thực tập sinh khác của công ty đại diện cho Jellyfish Entertainment tham gia show tuyển chọn nhóm nhạc nữ Produce 101.
Ngay từ đầu chương trình, Kim Se-jeong đã gây ấn tượng bởi giọng hát nội lực truyền cảm, cùng với vẻ ngoài ưa nhìn và dễ thương, vì thế được được mọi người dành tặng biệt danh "God Sejeong." Xuyên chương trình, Se-jeong giữ vững vị trí trong lớp A và chưa bao giờ rời khỏi top 2 trong các màn xếp hạng. Đêm chung kết, cô giành được vị trí Á quân với 525,352 lượt bình chọn, chính thức ra mắt trong nhóm nhạc nữ I.O.I cùng 10 thực tập sinh khác.
Ngày 4 tháng 5 năm 2016, I.O.I phát hành album đầu tay mang tên Chrysalis cùng ca khúc chủ đề "Dream Girls." I.O.I quảng bá trong vòng 1 năm và chính thức tan rã vào tháng 1 năm 2017. Các thành viên trở về công ty quản lý của họ sau khi kết thúc hợp đồng.

### Ra mắt với Gugudan và Gugudan SeMina
Vào ngày 10 tháng 6 năm 2016, YMC Entertainment tiết lộ rằng Kim Se-jeong sẽ không tham gia hoạt động nhóm nhỏ của I.O.I mà sẽ trở về Jellyfish Entertainment để ra mắt cùng nhóm nhạc mới của công ty. Vào ngày 28 tháng 6 năm 2016, khi vẫn còn là thành viên I.O.I, cô chính thức ra mắt với tư cách là thành viên của Gugudan với ca khúc chủ đề "Wonderland."
Tháng 6 năm 2018, nhóm nhỏ Gugudan SeMiNa được thành lập, bao gồm Kim Se-jeong, Kang Mi-na và Kim Nayoung, hai thành viên cùng cô tham gia Produce 101. Họ ra mắt với ca khúc chủ đề "SeMiNa" vào ngày 10 tháng 7.
Ngày 31 tháng 12 năm 2020, sau hai năm ngừng hoạt động, Jellyfish Entertainment thông báo Gugudan chính thức tan rã. Ngày 11 tháng 5 năm 2021, Kim Se-jeong gia hạn hợp đồng cùng Jellyfish Entertainment, lần này với tư cách là ca sĩ solo và diễn viên.

### Hoạt động solo

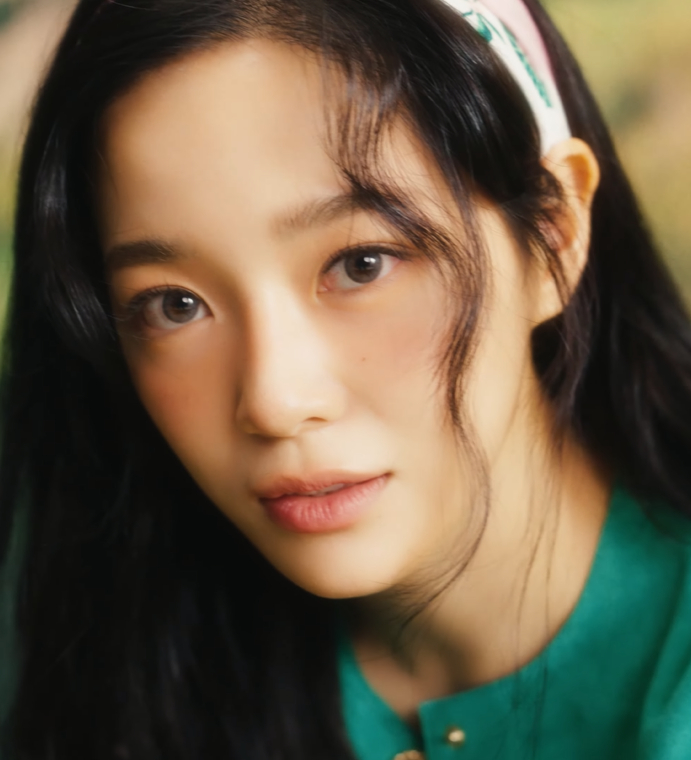
Kim Se-jeong chụp hình cho tạp chí Marie Claire vào năm 2023.

Ngày 23 tháng 11 năm 2016, Kim Se-jeong phát hành đĩa đơn "Flower Way" do Zico sản xuất. Ca khúc đã đứng đầu 7 bảng xếp hạng lớn khi phát hành và nhận được chứng chỉ All-Kill. Đến ngày 30 tháng 11, cô nhận được chiến thắng đầu tiên trên chương trình Show Champion với tư cách ca sĩ solo, giúp cô trở thành một trong những ca sĩ solo nhanh nhất giành chiến thắng trên chương trình âm nhạc hàng tuần.
Ngày 12 tháng 1 năm 2017, ca khúc "If Only" do Se-jeong trình bày cho nhạc phim của bộ phim nổi tiếng Huyền thoại biển xanh được phát hành. Cuối năm, cô hợp tác với Tae-il của Block B cho bài hát "I Like You, I Don't," và Doyoung của NCT cho "Star Blossom," ca khúc thuộc dự án âm nhạc SM Station mùa 2.
Bên cạnh ca hát, Kim Se-jeong còn ghi dấu ấn qua các chương trình tạp kỹ. Tháng 5 năm 2016, cô trở thành MC cố định cho chương trình Talent for Sale đài KBS cùng Kim Jong-kook, Lee Seo-jin và Noh Hong-chul. Qua sự thể hiện đa dạng và duyên dáng, cô đã nhận được đề cử cho hạng mục "Tân binh chương trình tạp kỹ" tại KBS Entertainment Awards lần thứ 15.
Vào tháng 7 năm 2017, cô đảm nhận vai nữ chính đầu tiên trong sự nghiệp, Ra Eun-ho, trong bộ phim Học đường 2017 của đài KBS2. Vai diễn này đã giúp cô nhận được giải thưởng "Nữ diễn viên mới xuất sắc nhất" tại KBS Drama Awards lần thứ 31.
Tháng 9 năm 2017, Se-jeong được xác nhận sẽ góp mặt trong chương trình tạp kỹ đầu tiên của Netflix tên Busted! cùng với các tiền bối như Yoo Jae-suk, Kim Jong-min, Lee Kwang-soo, Ahn Jae-wook, Park Min-young và Oh Sehun. Chương trình kéo dài 3 mùa, với Lee Seung-gi tham gia đội hình ở mùa thứ 2. Cùng tháng đó, cô cũng trở thành MC cố định cho chương trình Get It Beauty của kênh OnStyle cùng với Honey Lee, Lee Se-young và Sandara Park.
Tháng 1 năm 2018, Kim Se-jeong trở thành MC đặc biệt đầu tiên của Baek Jong-won's Alley Restaurant, một chương trình nấu ăn do đầu bếp nổi tiếng Baek Jong-won tổ chức. Tháng 5 năm 2018, cô và LEO của VIXX đã được chọn để trình bày ca khúc cổ vũ mang tên "We, the Reds" cho đội tuyển bóng đá quốc gia Hàn Quốc tại Giải đấu World Cup 2018.
Tháng 6 cùng năm, cô trở thành một trong những thành viên của nhóm MDRS cho chương trình tạp kỹ Galileo: Awakened Universe của đài tvN, khám phá ý tưởng về sự sống trên sao Hỏa. Vào tháng 9 năm 2018, Se-jeong đã phát hành bài hát "Lover" cho bộ phim truyền hình nổi tiếng Quý ngài Ánh dương.
Năm 2019, cô đảm nhận vai nữ chính Hong Yi-young, một tay trống định âm bị mất trí nhớ do những biến cố đau thương, trong bộ phim Để âm nhạc cất lời. Với vai diễn này, cô đã giành được giải thưởng Ngôi sao Hallyu tại KBS Drama Awards năm đó.
Ngày 2 tháng 12 năm 2019, Kim Se-jeong phát hành ca khúc "Tunnel" hợp tác cùng Dingo Music. Ngày 17 tháng 3 năm 2020, cô quay trở lại với solo album đầu tiên mang tên Plant – bao gồm 5 bài hát do chính cô sáng tác và viết lời. Với bài hát chủ đề "Plant," cô đã nhận được chiến thắng thứ hai trên chương trình âm nhạc hàng tuần. Ngoài ra, Se-jeong còn góp giọng trong nhạc phim Hạ cánh nơi anh với ca khúc "All of My Days," và tiếp theo là "What My Heart Says" cho bộ phim Ký sự thanh xuân. Ngày 17 tháng 8 năm 2020, cô phát hành ca khúc nhạc số "Whale."
Kim Se-jeong ra mắt trong vai trò diễn viên nhạc kịch thông qua vai nữ chính trong Return: The Promise of the Day, một vở nhạc kịch quân đội đề cập đến chủ đề khai quật hài cốt của những người lính đã hy sinh để bảo vệ đất nước của họ trong Chiến tranh Triều Tiên.
Ngày 15 tháng 7 năm 2020, cô được xác nhận sẽ đóng vai chính Do Ha-na trong bộ phim Nghệ thuật săn quỷ và nấu mì. Bộ phim trở thành tác phẩm có tỷ suất người xem cao nhất mọi thời đại của đài OCN, và được xác nhận sẽ quay trở lại với mùa 2. Se-jeong cũng phát hành bài hát cô tự viết lời và sáng tác "Meet Again," cho nhạc phim.
Ngày 27 tháng 3 năm 2021, thông qua tài khoản mạng xã hội chính thức, Se-jeong thông báo "Sesang" sẽ là tên fandom của cô. Ngày 29 tháng 3, cô phát hành solo album thứ hai I'M với ca khúc chủ đề "Warning," toàn bộ ca khúc trong album đều do cô tự viết lời và sáng tác. Cuối năm 2021, Se-jeong góp giọng trong bài hát "Can I Go Back," thuộc album Flower 9 của MC Mong.
Ngày 5 tháng 4 năm 2021, Se-jeong được xác nhận sẽ tham gia vở nhạc kịch Red Book, nói về sự trưởng thành của phụ nữ nhằm tìm kiếm niềm tự hào và phẩm giá trong thời kỳ bảo thủ Victoria. Cô vào vai nhân vật chính Anna, người đã bất chấp mọi khó khăn để chống lại định kiến về phụ nữ trong thời kỳ này. Se-jeong tham gia diễn từ ngày 7 tháng 6 đến ngày 24 tháng 8 năm 2021, tổng cộng 28 buổi diễn. Vở nhạc kịch Red Book nhận được điểm đánh giá là 9,9 trên 10 và hiện đang giữ số điểm cao nhất trong 20 vở nhạc kịch có doanh thu cao nhất năm 2021. Vở nhạc kịch này sau đó đã giành được nhiều giải thưởng danh giá, cũng như đề cử "Nữ diễn viên nhạc kịch mới xuất sắc nhất" cho Se-jeong tại 2022 Korean Musical Awards.
Ngày 4 tháng 5 năm 2021, Se-jeong và các thành viên I.O.I đã tái hợp nhân dịp kỷ niệm 5 năm bằng một livestream mang tên "Yes, I Love It!". Vào ngày 23 tháng 7 năm 2021, cô hợp tác với Municon và phát hành ca khúc nhạc số "Baby I Love U," làm lại từ bài hát cùng tên của ca sĩ Nhật Bản TEE. Cuối năm 2021, cô trở thành MC cho MBC Entertainment Awards cùng với Jun Hyun-moo và Lee Sang-yi.
Tháng 2 năm 2022, Se-jeong trở lại màn ảnh nhỏ với vai nữ chính Shin Ha-ri trong bộ phim hài lãng mạn Hẹn hò chốn công sở của đài SBS. Fan meeting đầu tiên của cô cũng được dự kiến sẽ tổ chức vào ngày 26 tháng 3 năm 2022, nhưng đã bị hoãn lại sau khi cô có kết quả xét nghiệm dương tính với COVID-19. Fan meeting sẽ được tổ chức lại vào ngày 23 tháng 4.

## Truyền hình

### Chương trình truyền hình thực tế
| Năm       | Chương trình                     | Kênh     | Ghi chú                                                            | Ref.          |
| --------- | -------------------------------- | -------- | ------------------------------------------------------------------ | ------------- |
| 2012–13   | K-pop Star 2                     | SBS      | Bị loại từ vòng thử giọng                                          | [ 3 ] [ 4 ]   |
| 2016      | Produce 101                      | Mnet     | Chương trình truyền hình sống còn tạo nên nhóm nhạc I.O.I          |               |
| 2016      | Talents for Sale                 | KBS2     | Thành viên (cô tiên mua sắm)                                       | [ 17 ]        |
| 2017      | Get It Beauty                    | OnStyle  | Thành viên                                                         | [ 18 ] [ 19 ] |
| 2017      | Law of the Jungle in Sumatra     | SBS      | Thành viên (tập 256–261)                                           |               |
| 2017      | Boat Horn Clenched Fists         | SBS      | Thành viên (tập 11–15)                                             | [ 20 ]        |
| 2018      | Baek Jong-won's Alley Restaurant | SBS      | MC đặc biệt (tập 1–10)                                             |               |
| 2018      | Galileo: Awakened Universe       | tvN      | Thành viên                                                         | [ 21 ]        |
| 2018      | Salty Tour                       | tvN      | Thành viên (tập 36–40)                                             |               |
| 2018      | Big Picture Family               | SBS      | Thành viên (tập 2–5)                                               |               |
| 2018–2021 | Busted!                          | Netflix  | Thành viên                                                         | [ 22 ]        |
| 2021      | The Uncanny Return               | OCN, tvN | Thành viên; chương trình đặc biệt của Nghệ thuật săn quỷ và nấu mì |               |

### Phim truyền hình
| Năm     | Phim truyền hình               | Vai diễn      | Kênh      | Vai trò |
| ------- | ------------------------------ | ------------- | --------- | ------- |
| 2017    | Học đường 2017                 | Ra Eun-ho     | Vai chính | KBS     |
| 2019    | Để âm nhạc cất lời             | Hong Yi-young | Vai chính | KBS     |
| 2020–21 | Nghệ thuật săn quỷ và nấu mì   | Do Ha-na      | Vai chính | OCN     |
| 2022    | Hẹn hò chốn công sở            | Shin Ha-ri    | Vai chính | SBS     |
| 2022    | Today's Webtoon                | On Ma-eum     | Vai chính | SBS     |
| 2023    | Nghệ thuật săn quỷ và nấu mì 2 | Do Ha-na      | Vai chính | TVN     |

## Giải thưởng và đề cử

### Sự nghiệp âm nhạc
| Năm                | Lễ trao giải                                  | Hạng mục                                  | Nhóm    | Kết quả   |
| ------------------ | --------------------------------------------- | ----------------------------------------- | ------- | --------- |
| 2016               | Asia Artist Awards (AAA)                      | Popularity Award                          | I.O.I   | Đề cử     |
| 2016               | Asia Artist Awards (AAA)                      | Popularity Award                          | Gugudan | Đề cử     |
| 2016               | MelOn Music Awards (MMA)                      | Top 10 nghệ sĩ của năm                    | I.O.I   | Đề cử     |
| 2016               | MelOn Music Awards (MMA)                      | Nghệ sĩ mới xuất sắc nhất                 | I.O.I   | Đề cử     |
| 2016               | MelOn Music Awards (MMA)                      | Netizen Popularity Award                  | I.O.I   | Đề cử     |
| 2016               | MelOn Music Awards (MMA)                      | Kakao Hot Star Award                      | I.O.I   | Đề cử     |
| 2016               | Mnet Asian Music Awards (MAMA)                | Nghệ sĩ của năm                           | I.O.I   | Đề cử     |
| 2016               | Mnet Asian Music Awards (MAMA)                | Worldwide Favourite Artist                | I.O.I   | Đề cử     |
| 2016               | Mnet Asian Music Awards (MAMA)                | Nữ nghệ sĩ mới xuất sắc nhất              | I.O.I   | Đoạt giải |
| 2016               | Mnet Asian Music Awards (MAMA)                | Nữ nghệ sĩ mới xuất sắc nhất              | Gugudan | Đề cử     |
| 2016               | Mnet Asian Music Awards (MAMA)                | Nghệ sĩ của năm                           | Gugudan | Đề cử     |
| 2016               | Asia Model Awards                             | New Star Award (Ca sĩ)                    | I.O.I   | Đoạt giải |
| 2016               | The 24th Korean Cultural Entertainment Awards | Nghệ sĩ KPOP                              | I.O.I   | Đoạt giải |
| 2016               | Best of Simply K-Pop                          | Best Rising Star Award (Nhóm nhạc nữ)     | I.O.I   | Đoạt giải |
| 2016               | Rookie Asia M-style Show                      | Cultural Technology – Awesome Style Award | Gugudan | Đoạt giải |
| 2017               | Seoul Music Awards                            | Nghệ sĩ mới xuất sắc nhất                 | I.O.I   | Đoạt giải |
| 2017               | Asia Artist Awards (AAA)                      | Ngôi sao đang lên                         | Gugudan | Đề cử     |
| 2017               | Asia Artist Awards (AAA)                      | Popularity Award (Singer)                 | Gugudan | Đề cử     |
| 2017               | Gaon Chart Music Awards                       | Nghệ sĩ mới của năm                       | Gugudan | Đề cử     |
| 2017               | Golden Disc Awards                            | Nghệ sĩ mới của năm                       | Gugudan | Đề cử     |
| 2017               | Golden Disc Awards                            | Popularity Award                          | Gugudan | Đề cử     |
| 2017               | Golden Disc Awards                            | Asian Choice Popularity Award             | Gugudan | Đề cử     |
| 2017               | Seoul Music Awards                            | Bonsang Award                             | Gugudan | Đề cử     |
| 2017               | Seoul Music Awards                            | New Artist Award                          | Gugudan | Đề cử     |
| 2017               | Seoul Music Awards                            | Popularity Award                          | Gugudan | Đề cử     |
| 2017               | Seoul Music Awards                            | Hallyu Special Award                      | Gugudan | Đề cử     |
| 2017               | Soribada Best K-Music Awards                  | Performance Award                         | Gugudan | Đoạt giải |
| 2017               | Soribada Best K-Music Awards                  | Popularity Award                          | Gugudan | Đề cử     |
| 2017               | Korean Culture and Entertainment Awards       | K-Pop Award                               | Gugudan | Đoạt giải |
| 2018               | Asia Artist Awards                            | Popularity Award (Singer)                 | Gugudan | Đề cử     |
|                    | Asia Artist Awards                            | New Wave Award (Music)                    | Gugudan | Đoạt giải |
| Seoul Music Awards | Bonsang Award                                 | Đề cử                                     | Gugudan |           |
| Seoul Music Awards | Popularity Award                              | Đề cử                                     | Gugudan |           |
| Seoul Music Awards | Hallyu Special Award                          | Đề cử                                     | Gugudan |           |

### Sự nghiệp diễn xuất
| Năm  | Lễ trao giải                  | Hạng mục                                          | Ứng cử viên / tác phẩm                              | Kết quả   |
| ---- | ----------------------------- | ------------------------------------------------- | --------------------------------------------------- | --------- |
| 2017 | KBS Drama Awards              | Nữ diễn viên mới xuất sắc nhất                    | Học đường 2017                                      | Đoạt giải |
| 2017 | KBS Drama Awards              | Giải thưởng netizen                               | Học đường 2017                                      | Đề cử     |
| 2017 | KBS Drama Awards              | Cặp đôi xuất sắc nhất                             | Kim Se-jeong (cùng Kim Jung-hyun) Học đường 2017    | Đề cử     |
| 2017 | Korea Drama Awards            | Nữ diễn viên mới xuất sắc nhất                    | Học đường 2017                                      | Đề cử     |
| 2017 | The Seoul Awards              | Nữ diễn viên mới xuất sắc nhất (phim truyền hình) | Học đường 2017                                      | Đề cử     |
| 2017 | The Seoul Awards              | Nữ diễn viên nổi tiếng (phim truyền hình)         | Học đường 2017                                      | Đoạt giải |
| 2018 | 54th Baeksang Arts Awards     | Nữ diễn viên mới xuất sắc nhất                    | Kim Se-jeong                                        | Đề cử     |
| 2018 | Brand of the Year Awards      | Giải thưởng nữ diễn viên–thần tượng               | Kim Se-jeong                                        | Đoạt giải |
| 2019 | KBS Drama Awards              | Nữ diễn viên xuất sắc, thể loại phim ngắn tập     | Để âm nhạc cất lời                                  | Đề cử     |
| 2019 | KBS Drama Awards              | Ngôi sao Hallyu                                   | Để âm nhạc cất lời                                  | Đoạt giải |
| 2019 | KBS Drama Awards              | Cặp đôi xuất sắc nhất                             | Kim Se-jeong (cùng Yeon Woo-jin) Để âm nhạc cất lời | Đề cử     |
| 2021 | Brand Consumer Loyalty Awards | Nữ diễn viên–thần tượng xuất sắc nhất             | Kim Se-jeong                                        | Đoạt giải |